# Alter Friedhof Bonn
O Alter Friedhof Bonn (Cemitério Antigo de Bonn), com área de 3 acres, está localizado próximo ao centro da cidade.
O cemitério foi estabelecido em 1715 como um cemitério para soldados e estrangeiros, localizado na época fora dos muros da cidade. Permaneceu sendo usado regularmente até a abertura do Nordfriedhof em 1884

## Sepultamentos e monumentos notáveis
- Ella Adayevskaya, compositora russa, pianista e etnomusicologista
- Friedrich Wilhelm August Argelander, astrônomo
- Ernst Moritz Arndt, escritor e poeta
- Johann Baptista Baltzer, teólogo católico
- Maria Magdalena van Beethoven, mãe de Ludwig van Beethoven
- Gustav Bischof, químico
- Sulpiz Boisserée, colecionador de artes e historiador das artes
- Rudolf Clausius, físico e matemático
- Friedrich Christoph Dahlmann, historiador e político
- Fereydoun Farrokhzad, cantor, ator e poeta iraniano
- Heinrich Geissler, físico
- William Keogh, juiz irlandês[2]
- Franz Peter Knoodt, teólogo católico e historiador da igreja
- August Macke, pintor
- Otto Gottlieb Mohnike, médico e naturalista
- Karl Friedrich Mohr, químico
- Christian Friedrich Nasse, médico e psiquiatra
- Wilhelm Neuland, compositor
- Barthold Georg Niebuhr, historiador e estadista
- Johann Jacob Nöggerath, mineralogista, geólogo
- Julius Plücker, matemático, físico
- Joseph Hubert Reinkens, primeiro bispo alemão da Velha Igreja Católica
- Franz Anton Ries, violinista; professor de violino de Beethoven
- Agnes Salm-Salm, mulher do soldado Felix Salm-Salm
- Hermann Schaaffhausen, anatomista, paleoantropologista, estudou os restos do homem-de-neandertal
- Mildred Scheel, e fundadora da German Cancer Aid; mulher do presidente alemão Walter Scheel
- August Wilhelm Schlegel, poeta, tradutor e reconhecido representante do Romantismo na Alemanha
- Clara Schumann, música e compositora
- Robert Schumann, compositor
- Karl Joseph Simrock, poeta, mitologista, tradutor da Canção dos Nibelungos
- Peter Slodowy, matemático
- Franz Hermann Troschel, zoólogo
- Hermann Usener, filólogo
- Gerhard vom Rath, mineralogista
- Charlotte von Lengefeld, escritora, mulher de Friedrich Schiller
- Mathilde Wesendonck, poeta, escritora, amiga de Richard Wagner
- Ferdinand Zirkel, geólogo, petrólogo